# رواز فايق
رواز فايق هي سياسية كردية انتخبت رئيسة لبرلمان إقليم كردستان العراق في تموز/يوليو 2019. وهي عضو في حزب الاتحاد الوطني الكردستاني.
ولدت عام 1977 في منطقة كلار في محافظة ديالى، وهي حاصلة على درجة الدكتوراه في القانون المدني والاستثماري، وكانت عضواً في لجان الصناعة والطاقة والموارد الطبيعية والشؤون القانونية في البرلمان. عملت محققة في المحكمة المحلية في دربندخان، وعُيِّنت أستاذة ورئيسة لقسم القانون في المعهد التقني في السليمانية.
في 11 يوليو 2019، انتخبت رواز فايق رئيسة لبرلمان إقليم كردستان، خلفاً لفالا فريد، وقد هنأها نيجيرفان بارزاني، رئيس إقليم كردستان